# Гуцкалов, Николай Иванович
Николай Иванович Гуцкалов — советский хозяйственный, государственный и политический деятель.

## Биография
Родился в 1941 году в селе Литовчин. Член КПСС.
Окончил Мурманское высшее инженерное мореходное училище.
В 1969—1989 — штурман РТ-177 «Сулин», старший помощник капитан, капитан промыслово-производственного рефрижератора «Зеленоборск», капитанна судах Мурманского тралового флота.
В 1989—1991 — народный депутат СССР, член комиссии Совета Союза по вопросам транспорта, связи и информатики.
В 1991—1993 — студент Академии народного хозяйства.
В 1994—2001 — капитан-директор большого автономного траулера «Маршал Еременко».
Делегат XXVII съезда КПСС и XIX партконференции.
Почётный гражданин города-героя Мурманска.
Умер в 2011 году.

## Награды
- Орден Октябрьской Революции
- Орден Знак Почёта